# Wereldkampioenschappen veldrijden 1994
De wereldkampioenschappen veldrijden 1994 werden gehouden op 30 januari 1994 in Koksijde, België.

## De wedstrijd
Op een vrij droge omloop nam de Nederlandse topfavoriet Richard Groenendaal de beste start. Hij liet de Belgische favoriet Paul Herygers achter na de eerste ronde. Ook de Belg Erwin Vervecken werd op achtervolgen aangewezen. Het zag er lange tijd naar uit dat Groenendaal wereldkampioen ging worden. Pas in de voorlaatste ronde kon Paul Herygers aansluiten bij de Nederlander, waarna hij Groenendaal een schouderklopje gaf om aan te tonen dat hij toch nog zou meespelen om de overwinning. Groenendaal was daar niet zo mee opgezet en versnelde meteen. Herygers bleef in het spoor van zijn Nederlandse concurrent en in de laatste ronde plaatste de Belg zijn finale versnelling. Groenendaal was eraan voor de moeite en Paul Herygers triomfeerde naar de wereldtitel in eigen land. Groenendaal werd tweede, Erwin Vervecken maakte het podium compleet. 

## Uitslagen

### Mannen, elite
| Plaats | Renner              | Land        | Tijd    |
| ------ | ------------------- | ----------- | ------- |
|        | Paul Herygers       | België      | 1:00.38 |
| Zilver | Richard Groenendaal | Nederland   | + 0.08  |
| Brons  | Erwin Vervecken     | België      | + 0.39  |
| 4.     | Daniele Pontoni     | Italië      | + 0.50  |
| 5.     | Adrie van der Poel  | Nederland   | + 1.12  |
| 6.     | Cyril Bonnand       | Frankrijk   | + 1.25  |
| 7.     | Thomas Frischknecht | Zwitserland | + 1.32  |
| 8.     | Marc Janssens       | België      | + 1.36  |
| 9.     | Radomír Šimůnek     | Tsjechië    | + 1.37  |
| 10.    | Danny De Bie        | België      | + 1.41  |

### Jongens, junioren
| Plaats | Renner            | Land        | Tijd   |
| ------ | ----------------- | ----------- | ------ |
|        | Gretienus Gommers | Nederland   | 39.48  |
| Zilver | Kamil Ausbuher    | Tsjechië    | + 0.24 |
| Brons  | Ben Berden        | België      | + 1.00 |
| 4.     | Sven Nys          | België      | + 1.24 |
| 5.     | David Süsemilch   | Tsjechië    | + 1.27 |
| 6.     | David Willemsens  | België      | + 1.40 |
| 7.     | Martin Elsnic     | Tsjechië    | + 1.57 |
| 8.     | Miguel Martinez   | Frankrijk   | + 2.15 |
| 9.     | Urs Steinmann     | Duitsland   | + 2.16 |
| 10.    | Beat Blume        | Zwitserland | + 2.17 |

## Medaillespiegel
| Plaats | Land      | Goud | Zilver | Brons | Totaal |
| 1      | Nederland | 1    | 1      | 0     | 2      |
| 2      | België    | 1    | 0      | 2     | 3      |
| 3      | Tsjechië  | 0    | 1      | 0     | 1      |
| Totaal | Totaal    | 2    | 2      | 2     | 6      |

Kampioenschappen:  Wereldkampioenschappen · 
 Belgische kampioenschappen · 
 Nederlandse kampioenschappen
Klassementen:  Wereldbeker · 
 Superprestige · 
 GvA Trofee · 
 Challenge national
1950 · 
1951 · 
1952 · 
1953 · 
1954 · 
1955 · 
1956 · 
1957 · 
1958 · 
1959 · 
1960 · 
1961 · 
1962 · 
1963 · 
1964 · 
1965 · 
1966 · 
1967 · 
1968 · 
1969 · 
1970 · 
1971 · 
1972 · 
1973 · 
1974 · 
1975 · 
1976 · 
1977 · 
1978 · 
1979 · 
1980 · 
1981 · 
1982 · 
1983 · 
1984 · 
1985 · 
1986 · 
1987 · 
1988 · 
1989 · 
1990 · 
1991 · 
1992 · 
1993 · 
1994 · 
1995 · 
1996 · 
1997 · 
1998 · 
1999 · 
2000 · 
2001 · 
2002 · 
2003 · 
2004 · 
2005 · 
2006 · 
2007 · 
2008 · 
2009 · 
2010 · 
2011 · 
2012 · 
2013 · 
2014 · 
2015 · 
2016 · 
2017 · 
2018 · 
2019 ·
2020 ·
2021 ·
2022 ·
2023 ·
2024 ·
2025

Categorieën

Mannen elite · 
vrouwen elite · 
mannen beloften · 
vrouwen beloften · 
jongens junioren · 
meisjes junioren · 
gemengde estafette

Voormalig:
mannen amateurs